# عادل ناصر
عادل ناصر شكرون مواليد 1970 ولد في البصرة وهو مدرب ولاعب كرة قدم عراقي دولي سابق، لعب خط وسط، ويعمل حاليًا كمدرب لنادي نفط الجنوب. وهو الشقيق الأكبر للاعب الدولي السابق محمد ناصر شقرون.

## التدريب
يقود الآن نادي نفط الجنوب في موسم 2018-2019. بدأ تدريب فريق البصرة من 19 يناير 2017.

## روابط خارجية
- نبذة عن عادل ناصر شقرون على موقع kooora.com